# Jaakko Tallus
Jaakko Tapio Tallus (ur. 23 lutego 1981 w Lieksa) – fiński narciarz, specjalista kombinacji norweskiej, trzykrotny medalista olimpijski, trzykrotny medalista mistrzostw świata oraz pięciokrotny medalista mistrzostw świata juniorów.

## Kariera
Po raz pierwszy na arenie międzynarodowej Jaakko Tallus pojawił się w lutym 1997 roku, kiedy wystartował na mistrzostwach świata juniorów w Canmore. Zajął tam indywidualnie 12. pozycję, a wraz z kolegami zajął szóste miejsce w zawodach drużynowych. Miesiąc później, 8 marca 1997 roku w Lahti, zadebiutował w Pucharze Świata zajmując 38. miejsce w zawodach metodą Gundersena. Jako że nie zdobył punktów nie został uwzględniony w klasyfikacji generalnej. Podczas mistrzostw świata juniorów w Sankt Moritz w 1998 roku zdobył złoty medal w konkursie drużynowym. Wyczyn ten Finowie powtórzyli także dwa lata później, na mistrzostwach juniorów w Štrbskim Plesie. W sezonie 1997/1998 startował w Pucharze Świata B, zajmując 44. miejsce w klasyfikacji generalnej.
Pierwsze punkty Pucharu Świata zdobył 3 stycznia 1999 roku w niemieckim Schonach, równocześnie pierwszy raz stając na podium. Zajął wtedy drugie miejsce w Gundersenie, wyprzedził go tylko Norweg Bjarte Engen Vik. W sezonie 1998/1999 wystartował jeszcze raz, zajmując siódme miejsce w Štrbskim Plesie. W latach 2000–2007 nie opuszczał czołowej piętnastki klasyfikacji generalnej Pucharu Świata. Najlepsze wyniki osiągnął w sezonie 2001/2002, który ukończył na czwartej pozycji. Trzykrotnie stawał na podium: 13 stycznia w Ramsau był trzeci w starcie masowym, 1 marca tę samą pozycję zajął w Gundersenie, a 15 marca 2002 roku w Oslo był drugi w zawodach metodą Gundersena. W lutym 2002 roku wystąpił na igrzyskach olimpijskich w Salt Lake City, gdzie Finowie w składzie: Jari Mantila, Jaakko Tallus, Hannu Manninen i Samppa Lajunen zdobyli drużynowe mistrzostwo olimpijskie. Był to pierwszy drużynowy złoty medal w kombinacji w historii startów Finów na igrzyskach. Prowadzili już po konkursie skoków i prowadzenia tego w biegu nie oddali, chociaż ich przewaga nad drugimi w zawodach Niemcami zmalała z 44 sekundy na starcie do 7.5 sekundy na mecie. Indywidualnie Jaakko wygrał skoki w Gundersenie, jednak na trasie biegu został wyprzedzony przez Lajunena i ostatecznie zdobył srebrny medal. Dobrze zaprezentował się także w sprincie. Po skokach był trzeci i do biegu przystąpił ze stratą 18 sekund do prowadzącego Lajunena. W walce o brązowy medal lepszy okazał się jednak Austriak Felix Gottwald, który wyprzedził Fina o zaledwie 5.6 sekundy.
Rok wcześniej, na mistrzostwach świata w Lahti Tallus wraz z Mantilą, Manninenem i Lajunenem zdobył brązowy medal w drużynie. Indywidualnie był dziesiąty w Gundersenie oraz czwarty w sprincie, gdzie w walce o podium lepszy okazał się Niemiec Ronny Ackermann. W 2001 roku wziął także udział w mistrzostwach świata juniorów w Karpaczu, gdzie zdobył trzy srebrne medale: w sprincie, w Gundersenie oraz w konkursie drużynowym. W 2003 roku wspólnie z Manninenem, Lajunenem i Jounim Kaitainenem zdobył kolejny drużynowy brązowy medal podczas mistrzostw świata w Val di Fiemme. Trzecie miejsce zajmowali już po skokach, tracąc około minuty do wyprzedzających ich Austriaków i Niemców. Straty do liderów nie odrobili, jednak obronili trzecią pozycję przed Norwegami. Indywidualnie zaprezentował się słabiej, zajmując miejsca w drugiej dziesiątce.
Mimo iż w zawodach pucharowych spisywał się słabiej niż w sezonie 2001/2002, reprezentował Finlandię na mistrzostwach świata w Oberstdorfie w 2005 roku oraz rok później na igrzyskach olimpijskich w Turynie. W Niemczech fińscy kombinatorzy nie zdobyli żadnego medalu. W zawodach drużynowych po skokach Finowie znaleźli się na czwartej pozycji, za Norwegią, Austrią i USA. W biegu wyprzedzili Amerykanów, jednak jeszcze szybsi okazali się reprezentanci Niemiec, którzy zepchnęli Finów z podium. Indywidualnie Jaakko był ósmy w Gundersenie, a w sprincie zajął 12. pozycję. Finowie spisali się lepiej na Igrzyskach w Turynie. Wspólnie z Anttim Kuismą, Anssim Koivurantą i Hannu Manninenem wywalczył tam brązowy medal. Po skokach drużyna fińska przegrywała z Niemcami, Austrią i Rosją, jednak dobra postawa w biegu umożliwiła Finom wyprzedzenie Rosjan i zdobycie medalu. Ostatecznie stracili tylko 11,5 sekundy do drugich na mecie Niemców. Podobnie jak w Oberstdorfie Jaakko indywidualnie medalu na igrzyskach nie zdobył, w obu konkurencjach zajmując piąte miejsce.
Ostatnie sukcesy Fin osiągnął w sezonie 2006/2007. W drugiej części cyklu, 3 lutego 2007 roku w Zakopanem po raz pierwszy w tym sezonie i zarazem ostatni w karierze stanął na podium, zajmując drugie miejsce w starcie masowym. W pozostałych pucharowych startach w większości przypadków plasował się w drugiej dziesiątce, co dało mu 13. lokatę w klasyfikacji generalnej. Na mistrzostwach świata w Sapporo w 2007 roku wspólnie z Koivurantą, Manninenem i Janne Ryynänenem zdobył złoty medal w zawodach drużynowych. Finowie wygrali konkurs skoków i prowadzenia już nie oddali. Wystąpił także w zawodach metodą Gundersena, zajmując jedenaste miejsce.
Tallus startował do końca sezonu 2009/2010, jednak nie zdobył już żadnego trofeum. Był między innymi ósmy w drużynie i dziewiąty w starcie masowym na mistrzostwach świata w Libercu w 2009 roku. Podczas igrzysk olimpijskich w Vancouver w 2010 roku Tallus indywidualnie plasował się poza czołową trzydziestką, a wraz z kolegami z reprezentacji zajął siódme miejsce w konkursie drużynowym. Po zakończeniu sezonu 2009/2010 postanowił zakończyć karierę. Łącznie w zawodach Pucharu Świata siedmiokrotnie stawał na podium, ale nigdy nie wygrał – czterokrotnie był drugi, a trzy razy zajmował trzecie miejsce.

## Osiągnięcia

### Igrzyska olimpijskie
| Miejsce | Dzień     | Rok  | Miejscowość    | Konkurencja           | Wynik zwycięzcy | Strata  | Zwycięzca           |
| ------- | --------- | ---- | -------------- | --------------------- | --------------- | ------- | ------------------- |
| 2.      | 9 lutego  | 2002 | Salt Lake City | Gundersen K-90/15 km  | 39:11,7         | +24,7   | Samppa Lajunen      |
| 1.      | 14 lutego | 2002 | Salt Lake City | Sztafeta K-90/4x5 km  | 48:42,2         | -       | -                   |
| 4.      | 21 lutego | 2002 | Salt Lake City | Sprint K-120/7,5 km   | 16:40,1         | +45,8   | Samppa Lajunen      |
| 5.      | 11 lutego | 2006 | Pragelato      | Gundersen HS106/15 km | 39:44,6         | +17,3   | Georg Hettich       |
| 3.      | 15 lutego | 2006 | Pragelato      | Sztafeta HS134/4x5 km | 49:52,6         | +26,8   | Austria             |
| 5.      | 21 lutego | 2006 | Pragelato      | Sprint HS134/7,5 km   | 18:29,0         | +29,1   | Felix Gottwald      |
| 38.     | 14 lutego | 2010 | Vancouver      | Gundersen HS106/10 km | 25:47,1         | +2:38,0 | Jason Lamy Chappuis |
| 7.      | 23 lutego | 2010 | Vancouver      | Sztafeta HS140/4x5 km | 49:31,6         | +2:21,5 | Austria             |
| 32.     | 25 lutego | 2010 | Vancouver      | Gundersen HS140/10 km | 25:32,9         | +3:23,2 | Bill Demong         |

### Mistrzostwa świata
| Miejsce | Dzień     | Rok  | Miejscowość   | Konkurencja              | Wynik zwycięzcy | Strata    | Zwycięzca        |
| ------- | --------- | ---- | ------------- | ------------------------ | --------------- | --------- | ---------------- |
| 10.     | 15 lutego | 2001 | Lahti         | Gundersen K-90/15 km     | 39:26,7         | +3:02,6   | Bjarte Engen Vik |
| 3.      | 20 lutego | 2001 | Lahti         | Sztafeta K-90/4x5 km     | 48:54,1         | +19,4     | Norwegia         |
| 4.      | 24 lutego | 2001 | Lahti         | Sprint K-116/7,5 km      | 19:40,3         | +35,1     | Marko Baacke     |
| 13.     | 21 lutego | 2003 | Val di Fiemme | Gundersen K-95/15 km     | 37:54,2         | +2:37,0   | Ronny Ackermann  |
| 3.      | 24 lutego | 2003 | Val di Fiemme | Sztafeta K-95/4x5 km     | 47:23,9         | +15,5     | Norwegia         |
| 20.     | 28 lutego | 2003 | Val di Fiemme | Sprint K-120/7,5 km      | 18:47,8         | +1:24,4   | Johnny Spillane  |
| 8.      | 18 lutego | 2005 | Oberstdorf    | Gundersen HS100/15 km    | 38:56,2         | +52,8     | Ronny Ackermann  |
| 4.      | 23 lutego | 2005 | Oberstdorf    | Sztafeta HS137/4x5 km    | 49:45,5         | +1:09,5   | Norwegia         |
| 12.     | 27 lutego | 2005 | Oberstdorf    | Sprint HS137/7,5 km      | 20:15,6         | +1:14,6   | Ronny Ackermann  |
| 1.      | 25 lutego | 2007 | Sapporo       | Sztafeta HS134/4x5 km    | 49:14,9         | -         | -                |
| 11.     | 3 marca   | 2007 | Sapporo       | Gundersen HS100/15 km    | 38:35,6         | +2:14,6   | Ronny Ackermann  |
| 9.      | 20 lutego | 2009 | Liberec       | Start masowy HS100/10 km | 276,0 pkt       | -25,0 pkt | Todd Lodwick     |
| 18.     | 22 lutego | 2009 | Liberec       | Gundersen HS100/10 km    | 24:22,3         | +2:27,2   | Todd Lodwick     |
| 8.      | 26 lutego | 2009 | Liberec       | Sztafeta HS134/4x5 km    | 48:32,3         | +4:59,1   | Japonia          |
| 39.     | 28 lutego | 2009 | Liberec       | Gundersen HS134/10 km    | 23:36,6         | +2:24,4   | Bill Demong      |

### Mistrzostwa świata juniorów
| Miejsce | Dzień       | Rok  | Miejscowość   | Konkurencja          | Wynik zwycięzcy | Strata  | Zwycięzca          |
| ------- | ----------- | ---- | ------------- | -------------------- | --------------- | ------- | ------------------ |
| 12.     | 12 lutego   | 1997 | Canmore       | Gundersen K-89       | ?               | ?       | Roman Perko        |
| 6.      | 14 lutego   | 1997 | Canmore       | Sztafeta K-89/3x5 km | ?               | ?       | Francja            |
| 1.      | 23 stycznia | 1998 | Sankt Moritz  | Sztafeta K-95/4x5 km | ?               | -       | -                  |
| 8.      | 25 stycznia | 2000 | Štrbské Pleso | Gundersen K90/15 km  | 28:53,1         | +1:38,1 | Aleksiej Cwietkow  |
| 1.      | 27 stycznia | 2000 | Štrbské Pleso | Sztafeta K-90/3x5 km | 56:52,3         | -       | -                  |
| 2.      | 31 stycznia | 2001 | Karpacz       | Sprint K-90/5 km     | ?               | ?       | David Kreiner      |
| 2.      | 3 lutego    | 2001 | Karpacz       | Sztafeta K85/4x5 km  | ?               | ?       | Niemcy             |
| 2.      | 2 lutego    | 2001 | Karpacz       | Gundersen K-90/10 km | ?               | ?       | Norihito Kobayashi |

### Puchar Świata

#### Miejsca w klasyfikacji generalnej
- sezon 1996/1997: -
- sezon 1997/1998: 68.
- sezon 1998/1999: 29.
- sezon 1999/2000: 14.
- sezon 2000/2001: 14.
- sezon 2001/2002: 4.
- sezon 2002/2003: 15.
- sezon 2003/2004: 15.
- sezon 2004/2005: 13.
- sezon 2005/2006: 12.
- sezon 2006/2007: 13.
- sezon 2007/2008: 37.
- sezon 2008/2009: 28.
- sezon 2009/2010: 33.

#### Miejsca na podium chronologicznie
| Nr | Data             | Miejscowość | Konkurencja              | Wynik zwycięzcy | Pozycja | Strata    | Zwycięzca        |
| -- | ---------------- | ----------- | ------------------------ | --------------- | ------- | --------- | ---------------- |
| 1. | 3 stycznia 1999  | Schonach    | Gundersen K90/15 km      | ?               | 2.      | +1:46,2   | Bjarte Engen Vik |
| 2. | 26 lutego 2000   | Chaux-Neuve | Gundersen K90/15 km      | 42:06,2         | 2.      | +1:09,9   | Samppa Lajunen   |
| 3. | 10 marca 2000    | Oslo        | Gundersen K115/15 km     | ?               | 3.      | +2:02,0   | Bjarte Engen Vik |
| 4. | 13 stycznia 2002 | Ramsau      | Start masowy K90/10 km   | 27:56,8         | 3.      | +21,3     | Felix Gottwald   |
| 5. | 1 marca 2000     | Lahti       | Gundersen K116/15 km     | 40:56,2         | 3.      | +43,8     | Samppa Lajunen   |
| 6. | 15 marca 2002    | Oslo        | Gundersen K115/15 km     | 37:33,8         | 2.      | +17,0     | Ronny Ackermann  |
| 7. | 3 lutego 2007    | Zakopane    | Start masowy HS134/10 km | 239,4 pkt       | 2.      | -17,4 pkt | Hannu Manninen   |

### Puchar Kontynentalny

#### Miejsca w klasyfikacji generalnej
- sezon 1996/1997: 55.
- sezon 1997/1998: 44.
- sezon 1998/1999: ?

#### Miejsca na podium chronologicznie
| Nr | Data            | Miejscowość | Konkurencja         | Wynik zwycięzcy | Pozycja | Strata | Zwycięzca           |
| -- | --------------- | ----------- | ------------------- | --------------- | ------- | ------ | ------------------- |
| 1. | 8 grudnia 1998  | Taivalkoski | Gundersen K90/15 km | ?               | 1.      | -      | -                   |
| 2. | 10 grudnia 1998 | Taivalkoski | Sprint K90/7,5 km   | ?               | 3.      | ?      | Aleksiej Barannikow |
| 3. | 12 grudnia 1998 | Vuokatti    | Gundersen K90/15 km | ?               | 1.      | -      | -                   |
| 4. | 15 grudnia 1998 | Vuokatti    | Sprint K90/7,5 km   | ?               | 1.      | -      | -                   |

### Letnie Grand Prix

#### Miejsca w klasyfikacji generalnej
- 1999: 7.
- 2001: 7.
- 2002: 13.
- 2004: 53.
- 2007: 17.
- 2008: 10.

#### Miejsca na podium chronologicznie
| Nr | Data             | Miejscowość | Konkurencja             | Wynik zwycięzcy | Pozycja | Strata | Zwycięzca     |
| -- | ---------------- | ----------- | ----------------------- | --------------- | ------- | ------ | ------------- |
| 1. | 29 sierpnia 2001 | Winterberg  | Gundersen K80/14 km     | ?               | 1.      | -      | -             |
| 2. | 29 lipca 2008    | Taivalkoski | Gundersen HS137/15,8 km | 29:32,5         | 2.      | +0,5   | Mario Stecher |